# NGC 4525
NGC 4525 је спирална галаксија у сазвежђу Береникина коса која се налази на NGC листи објеката дубоког неба.
Деклинација објекта је + 30° 16' 39" а ректасцензија 12h 33m 51,1s. Привидна величина (магнитуда) објекта NGC 4525 износи 12,2 а фотографска магнитуда 12,9. Налази се на удаљености од 9,7000 милиона парсека од Сунца. NGC 4525 је још познат и под ознакама UGC 7714, MCG 5-30-20, CGCG 159-16, KUG 1231+305, PGC 41755.